# Debbie Abrahams
Pour les articles homonymes, voir Abrahams.
Debbie Abrahams est une femme politique britannique née le 15 septembre 1960 à Sheffield. Membre du Parti travailliste, elle est élue députée de la circonscription d'Oldham East and Saddleworth en 2011.
De 2016 à 2018, elle occupe le poste de secrétaire d'État au Travail et aux Retraites au sein du cabinet fantôme de Jeremy Corbyn.

## Jeunesse et vie professionnelle
Abrahams est née à Sheffield, dans le West Riding of Yorkshire ; son père était dentiste. Elle a suivi des études privées, puis a étudié la biochimie et la physiologie à l'université de Salford ; elle a d'abord travaillé pour une organisation caritative à Wythenshawe, dans le sud de Manchester, où elle a mis en place des programmes de formation professionnelle pour les adolescents, avant d'obtenir un master à l'université de Liverpool.